# Kirchspiel Oelde
Kirchspiel Oelde war bis 1969 eine Gemeinde im Kreis Beckum im Regierungsbezirk Münster in Nordrhein-Westfalen. Die Gemeinde war eine der für das Münsterland typischen „Kirchspielgemeinden“, die das bäuerliche Umland eines städtischen Kirchorts umfassten.

## Geografie
Die Gemeinde Kirchspiel Oelde umfasste von Westen, Süden und Osten kragenförmig die Stadt Oelde. Zu ihr gehörten die vier Bauerschaften Ahmenhorst, Bergeler, Keitlinghausen und Menninghausen.

## Geschichte
Die Gemeinde Kirchspiel Oelde gehörte nach der Napoleonischen Zeit in der preußischen Provinz Westfalen zum 1816 gegründeten Kreis Beckum. Innerhalb des Kreises Beckum gehörte sie zunächst zur Bürgermeisterei Oelde und ab 1845 zum Amt Oelde. 1945 wurde August Ost von der Militärregierung der Britischen Besatzungszone als Bürgermeister der Gemeinde eingesetzt, er wirkte 11 Jahre in diesem Amt.
Zum 1. Januar 1970 wurde der größte Teil der Gemeinde durch § 11 des Soest/Beckum-Gesetzes in die Stadt Oelde eingemeindet. Der restliche Teil der Gemeinde kam zur damaligen Gemeinde Herzebrock im Kreis Wiedenbrück. Innerhalb der Stadt Oelde bildet das Gebiet der ehemaligen Gemeinde Kirchspiel Oelde den Bezirk Kirchspiel.

## Einwohnerentwicklung
| Jahr | Einwohner |
| ---- | --------- |
| 1858 | 1906      |
| 1871 | 1899      |
| 1885 | 2004      |
| 1890 | 2043      |
| 1910 | 2230      |
| 1939 | 2196      |
| 1946 | 3091      |
| 1969 | 2568      |